# Ingrid Simonnæs
Ingrid Simonnæs (* 1942 in Bern) ist eine norwegische Sprach- und Übersetzungswissenschaftlerin. Sie ist Professorin im Ruhestand am Institutt for fagspråk og interkulturell kommunikasjon an der Norges Handelshøyskole (NHH) in Bergen.

## Leben
Ingrid Simonnæs wurde 1942 in Bern geboren. 1971 erlangte sie den akademischen Grad Candidata philologiæ (cand. philol.) an der Universität Bergen, wo sie bis 1973 als wissenschaftliche Assistentin am Institut für Deutsch tätig war. Im selben Jahr folgte sie dem Ruf der Norges Handelshøyskole, wo sie als Dozentin für Deutsch tätig war. Sie promovierte 2004 mit einer Dissertation zum Thema Verstehensprobleme bei Fachtexten. Zu Begriffssystemen und Paraphrasen als Visualisierungs- bzw. Verbalisierungsinstrumente in der Kommunikation zwischen Fachmann und Laien. Eine Untersuchung anhand gerichtlicher Entscheidungen. Ihre Forschungsschwerpunkte sind die Textlinguistik im Bereich der Rechtssprache sowie die Translatologie. Simonnæs ist Redakteurin der Zeitschrift Synaps, die in unregelmäßigen Abständen vom Institutt for fagspråk og interkulturell kommunikasjon herausgegeben wird. 

## Ämter und Mitgliedschaften
- Vertretung der NHH in der CIUTI

## Publikationen (Auswahl)
- Verstehensprobleme bei Fachtexten. Frankfurt/M., Lang 2005
- Norsk-tysk juridisk ordbok. Bergen, Fagbokforlaget 1994
- Rechtskommunikation national und international im Spannungsfeld von Hermeneutik, Kognition und Pragmatik. Berlin, Frank & Timme 2012